# Суперкубок России по футболу 2024
В 22-м розыгрыше за Суперкубок России по футболу 2024 встретились чемпион России 2023/24, а также обладатель кубка России 2023/24 петербургский «Зенит» и серебряный призёр чемпионата краснодарский клуб «Краснодар». Матч состоялся 13 июля 2024 года. В качестве места проведения матча рассматривались семь городов: Волгоград, Нижний Новгород, Ростов‑на‑Дону, Екатеринбург, Краснодар, Самара и Калининград. 12 июня было объявлено, что матч состоится в Волгограде.

## Команды

### Путь к Суперкубку
«Зенит»
«Зенит» получил право на игру в Суперкубке как чемпион России сезона 2023/2024, завоевав титул в 30 туре чемпионата.
«Краснодар»
«Краснодар» занял 2-е место в чемпионате России и получил право играть в матче благодаря победе «Зенита» в Кубке России.

## Подробности матча
| 13 июля 2024 Финал | Зенит (Санкт-Петербург)                         | 4:2 (3:0) | Краснодар                  | Волгоград |
| 20:30 MSK | - Родриган 13′ - Вендел 33′ - Глушенков 42′ 68′ | (отчёт)   | - Кривцов 65′ - Смолов 70′ | Стадион: «Волгоград Арена» Зрителей: 41 984 Судья: Павел Кукуян (Сочи) Помощники судьи: Андрей Образко (Ставрополь), Адлан Хатуев (Грозный) Видеопомощник судьи (VAR): Владимир Москалёв (Воронеж) Ассистент видеопомощника судьи (AVAR): Артём Чистяков (Азов) Резервный судья: Евгений Буланов (Саранск) Игрок матча: Максим Глушенков («Зенит») |
| Зенит (Санкт-Петербург): Латышонок (вр), Родриган ( 67' Алип), Дуглас Сантос , Эракович, Караваев ( 75' Педро), Глушенков, Мостовой ( 61' Горшков), Клаудиньо ( 61' Мантуан 86'), Барриос, Вендел ( 75' Артур), Кассьерра · ---- · Запасные: Кержаков (вр), Адамов (вр), Артур, Педро, Волков, Горшков, Чистяков, Алип, Мантуан, Ерохин, Сергеев, Изидор · ---- · Главный тренер: Сергей Богданович Семак · Краснодар: Агкацев (вр), Витор Са, Тормена, Кайо, Кривцов ( 83' Ковалевский), Баши ( 75' Козлов), Черников, Пина 39' ( 75' Кобнан), Сперцян , Олусегун ( 75' Эктов), Смолов · ---- · Запасные: Дюпин (вр), Ковалевский, Арутюнян, Эктов, Козлов, Газинский, Кобнан · ---- · Главный тренер: Мурад Олегович Мусаев |                                                 |           |                            | |